# George Barlow (écrivain)
Pour les articles homonymes, voir George Barlow et Barlow.
Œuvres principales
- Deux tu l'auras

George W. Barlow, né le 13 mars 1936 au Havre, est un écrivain, nouvelliste, anthologiste, traducteur et préfacier français œuvrant dans le domaine de la science-fiction.

## Œuvre

### Recueils de nouvelles
- Deux tu l'auras, 1968

### Nouvelles
- À l'ombre d'une jeune fleur (1982)
- L'Autre jardin, 1968
- Cancer, 1975
- Carte blanche, 1977
- Demain, les chiens… et les chattes, 1974
- Le Dernier souffle, 1964
- Des fleurs sur son fumier, 1968
- Deux aimables filles, 1974
- Dis-moi qui tu hantes, 1979
- Douche écossaise, 1968
- Les Dragos, 1976
- L'Écheveau embrouillé, 1977
- L'École demain, 1965
- Écoles, 1976

### Anthologiste
- Le Livre d'or de la science-fiction : John Brunner (composition et préface), avril 1979
- Le Livre d'or de la science-fiction : Arthur C. Clarke (composition et préface), août 1981
- Le Livre d'Or de la science-fiction : Harry Harrison (composition et préface), mai 1985
- Le Livre d'Or de la science-fiction : John Wyndham (traduction), mars 1987